# Porcellio nasutus
Porcellio nasutus är en kräftdjursart som beskrevs av Hans Strouhal1937. Porcellio nasutus ingår i släktet Porcellio och familjen Porcellionidae. Inga underarter finns listade i Catalogue of Life.